# Communauté de communes du canton de Castillonnès
La communauté de communes du canton de Castillonnès est une ancienne communauté de communes située en France, dans le département de Lot-et-Garonne en région Aquitaine.
Elle regroupe 10 communes 
| - Cahuzac - Castillonnès - Cavarc - Douzains - Ferrensac | - Lalandusse - Lougratte - Montauriol - Saint-Quentin-du-Dropt - Sérignac-Péboudou |  |